# Gökçen Denkel
Ayşe Gökçen Denkel (Istanbul, 2 agosto 1985) è una pallavolista turca.
Gioca nel ruolo di Centrale nell'İlbank.

## Carriera
La carriera di Gökçen Denkel inizia nel vivaio dell'Eczacıbaşı. Viene promossa in prima squadra, facendo così il suo esordio da professionista, a partire dalla stagione 2003-04. Già nell'estate del 2003 viene convocata in nazionale per la Coppa del Mondo. Nella stagione 2005-06 vince il Campionato turco, bissato anche nelle due stagioni successive. Nella stagione 2008-09 vince la Coppa di Turchia; nell'estate del 2009 viene convocata per i Giochi del Mediterraneo, dove vince la medaglia d'argento.
Nella stagione 2010-11, viene ingaggiata dal Galatasaray; mentre nella stagione 2012-13 si trasferisce al Fenerbahçe, con cui gioca tre annate e vince la Coppa CEV 2013-14, per poi aggiudicarsi uno scudetto ed una Coppa di Turchia.
Nel campionato 2015-16 firma per il Nilüfer, che lascia nel campionato seguente, quando scende in divisione cadetta con l'İlbank, centrando la promozione in Sultanlar Ligi.

## Palmarès

### Club
- Campionato turco: 4

2005-06, 2006-07, 2007-08, 2014-15
- Coppa di Turchia: 2

2008-09, 2014-15
- Coppa CEV: 1

2013-14

### Nazionale (competizioni minori)
- Giochi del Mediterraneo 2009